# Calocybe
Calocybe Kühner ex Donk (gęśnica) – rodzaj grzybów z rodziny kępkowcowatych (Lyophyllaceae).

## Charakterystyka
Naziemne grzyby saprotroficzne. Kapelusze białe lub różowe, barwy od żółtej do fioletowej, suche. Kształt podobny do gąsek lub pieniążków. Blaszki białe do żółtych, cienki, ścieśnione, przeważnie zatokowate. Trzony bez strefy pierścieniowej, rzadko z nią. Wysyp zarodników biały, nieamyloidalny. Zarodniki eliptyczne, gładkie lub szorstkie, bez pory rostkowej. Trama blaszek regularna (strzępki biegną równolegle).

## Systematyka i nazewnictwo
Pozycja w klasyfikacji: Lyophyllaceae, Agaricales, Agaricomycetidae, Agaricomycetes, Agaricomycotina, Basidiomycota, Fungi (według Index Fungorum).
Takson utworzyli w 1962 r. Robert Kühner i Marinus Anton Donk. Synonimy naukowe: Calocybe Kühner, Rugosomyces Raithelh.
Nazwę polską podał Władysław Wojewoda w 1987 r. W polskim piśmiennictwie mykologicznym rodzaj ten opisywany był też jako majówka lub bedłka.
Liczne gatunki dawniej zaliczane do tego rodzaju, zostały przeniesione do rodzajów Rugosomyces, Tricholomella i Lyophyllum. Jednak według Index Fungorum Rugosomyces to synonim Calocybe.
Gatunki występujące w Polsce:
- Calocybe alpestris (Britzelm.) Singer 1962 – gęśnica alpejska
- Calocybe carnea (Bull.) Donk 1962 – gęśnica czerwonawa
- Calocybe chrysenteron (Bull.) Singer 1962 – gęśnica złotawa[5]
- Calocybe gambosa (Fr.) Donk 1962 – gęśnica wiosenna
- Calocybe gangraenosa (Fr.) Hofstetter, Moncalvo, Redhead & Vilgalys 2012 – tzw. kępkowiec czerniejący
- Calocybe graveolens (Pers.) Singer 1975 – gęśnica szarobeżowa
- Calocybe ionides (Bull.) Donk 1962 – gęśnica fiołkowa
- Calocybe naucoria (Murrill) Singer 1962 – gęśnica ziarnista[6]
- Calocybe obscurissima (A. Pearson) M.M. Moser 1967[7] – gęśnica ciemnobrązowa[8]
- Calocybe onychina (Fr.) Donk 1962 – gęśnica złotożółta
- Calocybe persicolor (Fr.) Singer 1943 – gęśnica brzoskwiniowa

Nazwy naukowe na podstawie Index Fungorum. Uwzględniono tylko gatunki zweryfikowane o potwierdzonym statusie. Wykaz gatunków i nazwy polskie według Władysława Wojewody i innych.